# Gadsden (Alabama)
Gadsden er en by i den nordøstlige del af staten Alabama i USA. Byen er den største by i og administrivt sæde for det amerikanske county Etowah County. Den har et indbyggertal på 33.945 (2020, 2020) indbyggere.

## Ekstern henvisning
- Wikimedia Commons har flere filer relateret til Gadsden (Alabama)
- Officiel hjemmeside